# Umberto Ricci (economista)
Umberto Ricci (Chieti, 20 febbraio 1879 – Il Cairo, 3 gennaio 1946) è stato un economista e statistico italiano.

## Biografia
Ricci fu professore di statistica presso le Università di Parma e Pisa e di economia a Macerata e Roma. I suoi studi furono principalmente orientati all'economia agricola ed alla teoria economica. Privato della cattedra universitaria come ritorsione contro un suo articolo critico nei confronti della politica economica del regime fascista, insegnò quindi a Costantinopoli ed al Cairo.
Fu uno dei tre Accademici dei Lincei a rassegnare le dimissioni nel 1933 dall'Accademia stessa, pur di non giurare fedeltà al regime fascista .  

## Opere
- Il capitale : saggio di economia teoretica, Torino, F.lli Bocca, 1910.
- Reddito e imposta, Roma, Athenaeum, 1914.
- Les bases theoriques de la statistique agricole internationale, Rome, Imprimerie de l'Institut International d'Agricolture, 1914.
- Politica ed economia, Roma, La Voce, 1919.
- Il fallimento della politica annonaria : lezioni tenute nella Universita commerciale Bocconi, Firenze, La voce, 1921.
- Dal protezionismo al sindacalismo, Bari, G. Laterza e Figli, 1926.